# Дири (язык)
Дири (также дирия, дирья, дирьява; англ. diri, diriya, dirya, diryawa; самоназвание: sago, tsagu) — чадский язык, распространённый в центральных районах Нигерии. Входит в группу северные баучи (варджи, па’а-варджи) западночадской языковой ветви. Наиболее близок языку цагу (чивогай).
Численность говорящих — около 7200 человек (2000). Язык бесписьменный.

## О названии
Самоназвание языка дири — sago, tsagu (схожие варианты названия отмечаются у близкородственного дири языка цагу). У наиболее распространённого названия языка — дири — имеются такие варианты как дирия, дирья и дирьянчи. Название этнической общности дири известно также в таких вариантах как буване и дирьява.

## Классификация
В соответствии с классификацией чадских языков, предложенной американским лингвистом П. Ньюманом, язык дири входит в группу варджи (северные баучи) (или B.2) подветви баучи-баде западночадской языковой ветви вместе с языками джимбин, кария, мбурку, мия, па’а (афава), цагу и варджи. Эта классификация приведена, в частности, в справочнике языков мира Ethnologue.
В классификации, предложенной в базе данных по языкам мира Glottolog, показаны некоторые особенности генетических связей внутри группы северные баучи, или B.2. Наряду с языком дири группу западночадских языков B.2 образуют языки аджава, чивогай (цагу), мбурку, па’а, сири, зумбун (джимбин) и кластер варджи-гала-кария.
В классификациях афразийских языков чешского лингвиста В. Блажека и британского лингвиста Р. Бленча язык дири также включается в объединение северные баучи, или варджи, которое сближается в рамках ветви баучи-баде с языками баде-нгизим.
Так, в классификации В. Блажека язык дири отнесён к подгруппе языков северные баучи наряду с языками варджи, па’а, сири, мия, джимбин, мбурку, кария и цагу. Подгруппа северные баучи при этом вместе с подгруппой баде-нгизим образуют в данной классификации одну из двух групп наряду с группой южные баучи, которые входят в свою очередь в одну из двух подветвей западночадской языковой ветви.
В классификации Р. Бленча язык дири вместе с языками па’а, сирзаквай (варджи), кария, мбурку, мия, зумбун (джимбин), сири и чивогай (цагу) отнесён к подгруппе варджи, которая вместе с подгруппой баде образует группу баде-варджи, противопоставленную группе заар, в составе подветви западночадских языков В.
Классификация, в которой язык дири включается в группу северные баучи, или па’а-варджи, подветви баучи-баде приводится также в работе С. А. Бурлак и С. А. Старостина «Сравнительно-историческое языкознание» и в статье В. Я. Порхомовского «Чадские языки», опубликованной в лингвистическом энциклопедическом словаре.

## Лингвогеография

### Ареал и численность
Область распространения языка дири размещена в центральной Нигерии на территории штата Баучи — в районах Нинги и Даразо.
Ареал дири со всех сторон, кроме юго-западной, окружён ареалами близкородственных западночадских языков. С севера и запада область распространения языка дири граничит с ареалом языка хауса, с юга — с ареалом языка па’а, с юго-востока — с северо-западным анклавом языка сири, с востока — с ареалом языка варджи. На юго-западе к ареалу дири примыкает ареал бенуэ-конголезского языка группы каинджи куду-чамо.
Численность носителей языка дири по данным 1971 года составляла 3750 человек. Согласно данным справочника Ethnologue, численность говорящих на языке дири в 2000 году достигала 7200 человек. По современным оценкам сайта Joshua Project численность носителей этого языка составляет 12 000 человек (2017).

### Социолингвистические сведения
Согласно данным сайта Ethnologue, по степени сохранности язык дири относится к так называемым стабильным, или устойчивым, языкам, поскольку этот язык используется в устном бытовом общении представителями этнической общности дири всех поколений, включая младшее. Стандартной формы у языка дири нет. Большинство представителей этнической общности дири придерживается традиционных верований, имеются также группы мусульман (20 %) и христиан (6 %).